# Lahaul and Spiti (huyện)
Huyện Lahaul and Spiti là một huyện thuộc bang Himachal Pradesh, Ấn Độ. Thủ phủ huyện Lahaul and Spiti đóng ở Keylong. Huyện Lahaul and Spiti có diện tích 13835 ki lô mét vuông. Đến thời điểm năm 2001, huyện Lahaul and Spiti có dân số 33224 người.